# Kanpanoste Goikoa
El yacimiento de Kanpanoste Goikoa es un abrigo bajo roca cuyas ocupaciones van del Mesolítico al  Calcolítico inicial, ubicado en la localidad alavesa de Vírgala Mayor. Se encuentra a escasos 200 metros del yacimiento de Kanpanoste. Fue descubierto en 1990, pero las excavaciones se llevaron a cabo durante los años 1992 y 1993 por Alfonso Alday. El lugar estuvo ocupado desde el 7800 hasta el 4000 BP.

## Abrigo
El abrigo tiene unas dimensiones de 13 metros de longitud, 3 metros de anchura, localizándose su techumbre a unos 3 metros de altura, lo que supone una superficie de 39 m2. No obstante sus dimensiones originales probablemente fueron mayores. Se sitúa al pie del puerto de Azáceta, en la vereda del río Berrón, y está orientado al oeste-noroeste. Su situación es estratégica, pues otorga al yacimiento cierto control de acceso al valle de Arraya y a las montañas colindantes, aprovechándose así de una gran variedad de recursos.

## Registro estratigráfico
En el abrigo de Kanpanoste Goikoa se han identificado cuatro unidades sedimentarias, con una secuencia de un metro de espesor:  
- Nivel III-inferior: Con una potencia de 20 cm, y apoyado en la base del abrigo, está compuesto por tierras finas y limosas de coloración marrón oscura.
- Nivel III-superior: Con una potencia de 20 cm, está compuesto por tierras similares al nivel anterior pero de una coloración más clara y mayor aportación de restos desprendidos de la pared y el techo del abrigo.
- Nivel II: Con una potencia media de 20 cm, está compuesto por tierras limosas y sueltas de coloración cenicienta.
- Nivel I: Con una potencia de 20 cm, está compuesto por tierras de matriz limosa y coloración marrón clara.

## Restos
En el Nivel III-inferior se ha encontrado una industria lítica retocada, donde destaca la presencia mayoritaria de: muescas y denticulados sobre soporte de lasca, junto a un sustrato de raspadores y raederas. Muescas y denticulados perderán peso en el conjunto lítico del Nivel III-superior en favor instrumentos realizados sobre láminas, destacando las armaduras geométricas, triángulos y trapecios, junto a microburiles, resultado de la técnica de fabricación, y dorsos. Destaca también la presencia de láminas con pequeños retoques. En esta unidad se han encontrado los restos de varios hogares. El Nivel II reúne tres estadios industriales-culturales. El inferior continuidad del propio del nivel III-superior; el intermedio con cerámicas y una industria típicamente neolítica; el superior donde la presencia de puntas de flecha fabricadas con retoque plano nos sitúan en el Calcolítico. El Nivel I apenas conserva restos arqueológicos. 
Los restos de Kanpanoste Goikoa representan cuatro horizontes culturales, de más antiguo a más reciente un Mesolitico de muescas y denticulados, un Mesolítico geométrico cuya evolución podemos observar entre los horizontes III-superior y la base del Nivel II; un Neolítico antiguo de escasa envergadura pero con evidencias de domesticación -presencia de un molino- y un Calcolítico representado pos unas eventuales visitas..
Uno de los valores de Kanpanoste Goikoa radica en que su conjunto “sirvió de base para describir la unidad tecnotipológica mesolítica de muescas y denticulados”.

## Clima y medio ambiente
La “conservación esporopolínica” ha dificultado la interpretación de los resultados.  Partiendo de un ambiente forestal muy denso, en el tránsito entre el 6000 y 4000 BP, la cubierta arbórea se reduce, muy probablemente por la acción humana relacionada con el desarrollo de la economía de producción. En cualquier caso el paisaje sería similar al potencial actual, con dominio de Quercus y Corylus, en un momento de afianzamiento de bosques de caducifolias y de bosques-galería junto a los ríos.. 
Ciervos, uros y jabalíes forman la fauna más cazada durante el Mesolítico en Kanpanoste Goikoa, sin que falten otras especies como el corzo o los caprinos. Según avanza el tiempo, corzos y sarrios adquieren mayor protagonismo en la actividad cinegética. Durante el Neolítico y el Calcolítico inicial, tienen presencia ovicápridos, bóvidos y cerdos domesticados.

## Dataciones absolutas
Existen varias dataciones de carbono 14 para Kanpanoste Goikoa, siendo las más significativas: para el Nivel III-inferior la de dos, 7620±80 BP y 7860±330 BP; Nivel III-superior 6360±70 BP -con seguridad más joven de lo que debiera por problemas de conservación de la muestra-; Nivel II, 3430±60 BP, 4350±60 BP, de cereal doméstico 4550±40 BP y de ovicáprido doméstico de 4190±100.